# Akira Hayashi
Akira Hayashi –en japonés, 林享, Hayashi Akira– (16 de septiembre de 1974) es un deportista japonés que compitió en natación.
Ganó cinco medallas en el Campeonato Pan-Pacífico de Natación entre los años 1991 y 1995.
Participó en tres Juegos Olímpicos de Verano, entre los años 1992 y 2000, ocupando el cuarto lugar en Barcelona 1992 (100 m braza) y el quinto en Atlanta 1996 (4 × 100 m estilos).

## Palmarés internacional
| Campeonato Pan-Pacífico | Campeonato Pan-Pacífico  | Campeonato Pan-Pacífico | Campeonato Pan-Pacífico |
| Año                     | Lugar                    | Medalla                 | Prueba                  |
| ----------------------- | ------------------------ | ----------------------- | ----------------------- |
| 1991                    | Edmonton (Canadá)        | Medalla de bronce       | 100 m braza             |
| 1993                    | Kobe (Japón)             | Medalla de plata        | 100 m braza             |
| 1993                    | Kobe (Japón)             | Medalla de bronce       | 4 × 100 m estilos       |
| 1995                    | Atlanta (Estados Unidos) | Medalla de oro          | 200 m braza             |
| 1995                    | Atlanta (Estados Unidos) | Medalla de bronce       | 4 × 100 m estilos       |